# NGC 3503
NGC 3503 је расејано јато са емисионом маглином у сазвежђу Прамац које се налази на NGC листи објеката дубоког неба.
Деклинација објекта је - 59° 50' 50" а ректасцензија 11h 1m 17,2s. Привидна величина (магнитуда) објекта NGC 3503 износи 13,0. NGC 3503 је још познат и под ознакама OCL 833, ESO 128-EN28, AM 1059-593.